# Cazaux-Debat
Cazaux-Debat è un comune francese di 19 abitanti situato nel dipartimento degli Alti Pirenei nella regione dell'Occitania.

## Società

### Evoluzione demografica
Abitanti censiti